# ローバー美々
ローバー美々（ローバーみみ、旧芸名・かわのえりこ、1970年〈昭和45年〉2月10日 - ）は、神奈川県出身のセクシー系女性タレント。本名は河野 恵理子（かわの えりこ）。芸名の由来はロバの耳と英国車ローバー・ミニからとっているといわれている。「K-POP洗脳家 ローバー・美々」を名乗っている。

## 来歴

### お色気ニュースキャスターになるまで
横浜市生まれで、3歳以降は埼玉県入間郡三芳町で育つ。サラリーマンの父、母、2人姉妹（3歳下の妹がいる）の長女として育った。
1986年、埼玉県立霞西高等学校1年生の16歳の時にフジテレビ『夕やけニャンニャン』内のコーナー、「ザ・スカウトアイドルを探せ」のオーディションに参加して1週間出演。これを見た芸能事務所からスカウトされて芸能界入りした。
NHK教育テレビ『とびだせたんけんたい』のおねえさん役、レースクイーン（鈴鹿サーキットの鈴鹿サーキットレディとされる）やグラビアなどの経歴を持つが、タレントとしてはあまり売れなかった。
21歳の時に芸能界を引退するつもりで事務所を退所したが、妹がヘビーリスナーだったTBSラジオのラジオ番組「コサキン」に「売れない姉を使ってやって下さい」と手紙を出したことで、同番組で2年間アシスタントをやらせてもらえることになった（コサキンDEワァオ!#番組関連の公開イベントを参照）。その後下記『ロバの耳そうじ』のオーディションの話が舞い込み、これを受けて合格。
1994年10月に放送を開始した日テレ系『どんまい!!スポーツ&ワイド』の月曜日（後に木曜に移動）の日替わりエンターテインメントゾーン、『ロバの耳そうじ』でいわゆる下ネタ系のニュースを紹介するキャスター・ローバー美々として出演するようになった。スタッフの指示によるミニスカートで大股開きしてアナウンスするなど意外性のあるお色気キャラが話題になった。このキャラクター名がそのまま芸名となり、以後テレビのバラエティー番組や東京スポーツのコラム執筆など多方面に活躍する。

### 芸能プロダクション経営、韓国留学を経てK-POP DJへ
『ロバの耳そうじ』の出演終了後は細々と芸能活動をしながら、20代後半から30代初めの5年間は、様々な仕事を経験。
その後、自身で芸能プロダクションを設立。グラビアアイドルなどを手がけ好調だったが後に閉鎖。先述の『ロバの耳そうじ』の終了と共に潮が引くようにチヤホヤしていた人たちは離れていったが、韓国の友人は「美々は美々だから」と変わらずに接してくれた。この友人に勧められ（また会社を設立前に韓国芸能界にもパイプを持つためとの考えもあり）、梨花女子大学校付属の語学学校に1年間留学（大学の授業が終わり、午後から芸能プロダクションを訪ねる韓国生活）して韓国語と韓国文化を勉強した。
この経験を生かして、帰国後からK-POPイベントのプロデュースや司会をしたり、韓国に詳しいタレントとして雑誌でコメントを求められるようになった。他にも、数々の韓流スターとの交流を韓国語で行った。今まで出会った韓流スターには、チャン・ドンゴン、キム・スンウ、コン・ヒョンジン等がいる。現在K-POPに携わる活動を目標にプロモーション展開。
イ・ヒョリ、チェヨン、Wonder Girls、コヨーテ、ジュエリーを好んで聴く。韓国語を忘れないようにするため、自宅では韓国のテレビを流すチャンネルにあわせており、一日中K-POPを流している。
MONDO21の『もっこりパラダイス』（現『もっパラ』）で2年ぶりに芸能界に現役復帰。芸能関係の仕事がない日は会社員として勤務しており、タレント業はセミリタイアの立場をとっている。さらに2009年12月21日発売の週刊大衆年末合併号にて、篠原潔撮影により10年ぶりにグラビア活動も再開。
K-POP好きが高じて、『もっパラ』では第14回から「ガールズK-POPコーナー」を担当するほか、新宿にあるスナック「ミラクルガール」で毎週金曜日に「ローバー・美々のコスプレK-POPナイト」をプロデュースし、自らDJもつとめている。このほか、K-POPダンスフェス「DREAM ON」（渋谷O-EASTで開催）司会を務めたり、CD「K-POP PARTY MIX〜Best of K-POP Cover Selection〜」（Farm Records)の監修などをおこなっている。
2019年11月後半から父が経営する薬品資材商社、有限会社C.E.S.を引き継ぐため取締役に就任。同時に千代田区にあった会社をローバーが居住する新宿区に移し、薬品や会社経営について勉強、全国の取引先への挨拶、飛び込み営業や経理などを経験。翌2020年からのコロナ禍においてはノンアルコール除菌スプレーを開発・販売するなど企業経営に携わりつつ、同社においてもタレントキャスティング業務を行っている。

## 人物
身長164cm、スリーサイズB83・W60・H86、靴のサイズ24.5cm。
日本タレント名鑑によると、血液型:O型、体重:50kg。
プロ野球中日ドラゴンズファンで球場観戦を趣味とする。また、格闘技ファンでミルコ・クロコップが好き。女優の水谷ケイとは友人であり、自身のブログに時々登場する。
特技:バトントワリング、アクション。
韓国語でブログ等を執筆することもある。少女時代が来日時にはライブに行き、少女時代の唄や踊り、美脚を堪能するほどK-POPが好き。韓国語を忘れないようにするため、東京のコリアンタウン「新大久保」（新宿区大久保界隈）に住む。
10代の頃はとんねるずのファンで、『夕やけニャンニャン』のオーディションに参加したのも「とんねるずに会いたい」との思いからだった。
31歳の時に9歳年上のイベンターの男性と付き合っていたが、死別している。未婚（2020年現在）。

## 出演作品

### テレビドラマ
- ドラマシティ いのちの絆（1992年12月3日、日本テレビ）渡辺純子 役
- 天才てれびくん 魔界探偵（2000年9月18日 - 12月6日、NHK教育）鬼頭冴子 役
- スタイル! 第5話 突然パパ!?お受験面接必勝服（2000年11月9日、テレビ朝日）

### テレビ番組
- とびだせたんけんたい（1991年度、NHK教育）おねえさんレギュラー ※「かわのえりこ」名義
- 恋のから騒ぎ（1994年4月16日 - 1995年3月末日、日本テレビ）1期生 ※「河野恵理子」名義
- 投稿!特ホウ王国（1994年5月1日 - 1996年12月15日、日本テレビ）特派員レギュラー（「かわのえりこ」名義で出演）
- TVじゃんロバの耳そうじ（1994年10月3日 - 1996年3月28日、日本テレビ）ローバー美々レギュラー（1996年大晦日の生放送で、1996回の開脚を新宿ステーションスクエアで披露）
- あの人は今!? 伝説の美女47人（2002年9月18日、日本テレビ）
  - あの人は今!? 緊急企画ニュースな女!大追跡（2004年3月11日、日本テレビ）
  - 爆報!THE フライデー 「あの人は今…大追跡SP」（2014年2月21日、日本テレビ）
- ものまねバトル☆CLUB（2003年5月14日・2003年8月27日、日本テレビ）
- 壮絶ニュース（2003年11月6日、日本テレビ）
- ラジかるッ （2007年12月21日、日本テレビ）ゲスト
- 月曜から夜ふかし 特別版 平成のテレビ問題大清算スペシャル（2019年3月23日、日本テレビ）
- ハプニング大賞（日本テレビ）レポーター
- スーパージョッキー（日本テレビ）

- 超絶叫遊戯（1992年、TBS）レギュラー（絶叫1号）
- Daytona-TV（1992年4月 - 1993年9月、TBS）アシスタントレギュラー
- 桂芸能社 じゃんけんFIVE（2002年7月15日、TBS）ゲスト
- ロンロバ全力投球（2003年11月13日、TBS）ゲスト
- クイズ☆タレント名鑑 ギリギリ有名人が逃走中（2011年7月31日、TBS）
- 好きか嫌いか言う時間 ストーカー問題&スキャンダル芸能人VSスクープ記者（2017年4月3日、TBS）

- ドキッ!丸ごと水着 女だらけの水泳大会 8（1991年7月30日、フジテレビ）
- ものまね王座決定戦（1997年10月2日、フジテレビ）※嘉門洋子 桜井あゆみ 水谷ケイ ローバー美々の4名でゴールデン・ハーフのものまねで「黄色いサクランボ」を歌唱
- 北野タレント名鑑（2005年3月4日、フジテレビ）
- オールナイトフジコ 女子大学生と生放送!（2023年10月27日、フジテレビ）
- ロックショウ（フジテレビ）アシスタントレギュラー

- いま会いたい!華麗に変身 アイドルビフォーアフター（2014年9月22日、テレビ朝日）
- こだわりTV PRE★STAGE（テレビ朝日）
- リングの魂（テレビ朝日）

- 爆発ホンネ修羅バトル（1998年7月6日 - 12月14日、テレビ東京）アシスタントレギュラー
- じっくり聞いタロウ〜スター近況（秘）報告〜（2017年12月7日、テレビ東京）[10]
  - じっくり聞いタロウ〜スター近況（秘）報告〜（2023年8月3日、テレビ東京）[11]
- やんちゃナイトCLUB（テレビ東京）司会レギュラー
- ギルガメッシュないと（テレビ東京）

- 歌謡NORINORIウェーブ（千葉テレビ）演歌番組生放送司会レギュラー
- 特盛!よしもと 今田・八光のおしゃべりジャングル（2020年12月5日、読売テレビ）ゲスト
- 噂のダイアル33（サンテレビ）司会レギュラー
- おとなのえほん（サンテレビ）
- ZAP学園（CS）司会レギュラー
- 有名人オフレコ下ネタワイドショー（CS）司会レギュラー　ヘアヌードプロデューサー高須基仁と共演
- 解禁セクハラ天国（CS）司会レギュラー
- もっこりパラダイス（MONDO21）

### ラジオ
- 金谷ヒデユキのパックインミュージック21（TBSラジオ）
- コサキンDEワァオ!（TBSラジオ）

コサキンこと小堺一機と関根勤がパーソナリティの深夜番組。「ローバー美々」になる以前から「かわのえりこ」として出演。ここでは「たろさ」とも呼ばれていた（本人の弁によると、性格などが「太郎さんっぽい」事から付けたとのこと）。番組最終回を記念して赤坂サカスで開催された「さよならコサキン・ふれあいイベント」での番組公開収録で久し振りにミス・コサキンとして番組に姿を見せ、番組内でまったく踊れなかった「ケツケツダンス」を披露した。

### 映画
「ローバー美々」名義
- まむしの兄弟（1997年11月22日公開、東映）監督:村川透 [12] ※初ヌード
- 烈風 ACTION !?（2003年4月5日公開、ケイエスエス）監督:竹田直樹、周潤梅 役 [13]
- Tokyo Loss（2018年9月公開、FEEL PICTURES）監督:田中壱征、ファイティン!!にて榊原真利子 役 ※8話のオムニバス [14]

### Vシネマ・オリジナルビデオ
「かわのえりこ」名義
- ミナミの遊侠伝 なんぼのもんやねん 2（1995年、Softgarage）監督:児玉高志、ヒロイン・望月房子 役 [15]

「ローバー美々」名義
- コスプレ戦士 キューティナイト Version1.3（1995年8月25日、大映）監督:村山寛貢、かわのえりこ 役 [16]
- コスプレ戦士 キューティナイト Version1.0（1995年8月25日、大映）監督:村山寛貢、かわのえりこ 役 [17] 『Version1.3』からNG集、メイキングを除いたセル版。
- 人妻薫る肌（2000年9月1日、レジェンド・ピクチャーズ）監督:金田敬 - 主演 [18]
- 人妻Ｍの告白 暴かれた欲望（2001年3月5日、レジェンド・ピクチャーズ）監督:杉山太郎 - 主演 [19]
- 愛義母（2001年6月21日、ミュージアム）監督:神野太 - 主演 [20]
- ザ・代紋 4 Dancing Dragon 覇王継承（2002年12月20日、アンカー・ビジュアルネットワーク）監督:金田敬 [21]
- 人妻Ｍスペシャル（2003年8月8日、レジェンド・ピクチャーズ）監督:杉山太郎 久保寺和人 ※3話のオムニバス [22]
- 家庭教師の体験告白 性欲の虜（2003年11月7日、レジェンド・ピクチャーズ）監督:久保寺和人 - 主演 [23]
- パチンコバトルロワイヤル 2（2004年2月3日、トランスフォーマー）監督:石毛栄典 - 主演 [24]
- 人妻官能スペシャル 私の心、癒してください…（2004年10月8日、レジェンド・ピクチャーズ）監督:久保寺和人 金田敬 松岡邦彦 ※3話のオムニバス [25]
- 淫母 The Best 2（2004年10月25日、ジーピー・ミュージアム）監督:中島仁 ※4話のオムニバス [26]
- M-1グランプリへの道 まっすぐいこおぜ！ 転の二（2005年4月25日、ジーピー・ミュージアム）監督:光石冨士朗 [27]
- 赤い服の女（2010年9月22日、イーネット・フロンティア）監督:湯浅弘章 - 主演 [28]
- 高級人妻性感エステ オイルマッサージの恍惚（2010年10月1日、レジェンド・ピクチャーズ）監督:片岡修二 - 主演 [29]
- 個人授業DX 女教師と生徒の青い体験（2012年6月8日、レジェンド・ピクチャーズ）監督:国沢星実 久保寺和人 ※3話のオムニバス [30]

### アダルトビデオ
- 真夜中の女教師 ローバー美々 夢野まりあ（2002年4月4日、トランスコーポレーション DTMO-1）
- Angel's Lip 及川奈央 春奈まい 西村萌 星月まゆら 前田みう ローバー美々 ほか（2003年、トランスコーポレーション DGT-005）全18名
- Sexual Venus 痴態放題 及川奈央 常盤桜子 夢野まりあ ローバー美々 渡瀬晶 ほか（2007年1月1日、トランスコーポレーション DGT-001）

### イメージビデオ
- お股せ!いたしました〜（2012年12月14日、キングダム KIDM-330）
- m MIMI（2013年2月8日、キングダム KIDM-338）
- イクイク33（2013年6月14日、キングダム KIDM-365）
- 完全燃焼（2013年8月23日、キングダム KIDM-380）
- 無修正（2013年11月22日、キングダム KIDM-406）

## 書籍

### 写真集
「かわのえりこ」名義
- 恋愛遊戯（1993年2月20日、テイ・アイ・エス）撮影:薮下修 (ISBN 978-4-8470-2315-6)
- 挑発（1995年8月15日、近代映画社）撮影:谷口征 (ISBN 978-4-7648-1768-5)

「ローバー美々」名義
- イビサ（1997年12月30日、ぶんか社）撮影:リュウ・ハナブサ (ISBN 978-4-8211-2192-2)
- nude MIYAZAWA 1 あいだもも 安藤有里 遠藤賀子 小沢まどか ローバー美々 ほか（1998年10月1日、ルー出版）撮影:宮澤正明 ISBN 9784897780689

### デジタル写真集
- ローバー・美々フルヌード写真集 禁断の果実（2021年8月2日、大洋図書）

### 雑誌・グラビア活動
- 週刊現代（講談社）
  - 週刊現代 2001年1月6・13日号、2002年4月6日号、2012年12月22・29日号
- 週刊ポスト（小学館）
- FLASH（光文社）
  - FLASH 1994年12月6日号、1995年1月31日号、8月8日号、1998年1月20日号、1999年7月27日号
- 週刊アサヒ芸能（徳間書店）
  - アサヒ芸能 1998年4月23日号、2013年5月23日号、5月30日号
- FRIDAY 1998年5月1日号（講談社）
- 週刊プレイボーイ（集英社）
- ペントハウス（ぶんか社）
  - PENTHOUSE JAPAN 1998年1月号
  - PENTHOUSE SPECIAL 2001年2月号
- 週刊大衆、EX大衆（双葉社）
  - 週刊大衆 2010年1月4日号
- THE SPARK GIRLS Vol.11（1995年10月1日、ベストセラーズ）
- 週刊宝石 1995年9月28日号（光文社）

## CD
- ユニットグループ「COW GIRL」CDデビュー（1996年・バンダイ・ミュージックエンタテインメント）MACARENA日本語ヴァージョン

## その他
- 東京スポーツ「ガチンポ」（10年間レギュラー連載）
- 東京中日スポーツ連載
- 週刊実話「オンナの下心ビフォーアフター」連載
- スコラ「リベンジ新聞」連載
- ヤングマガジンエグゼクタ「1995の目撃者たち」オウム真理教総本部にてグラビア撮影（宮澤正明撮影）（宮澤正明写真館　携帯待受）
- 大井競馬「トゥインクルレディース」
- フロム・エー「フロムエーレーシング　サーキットレディ」
- 中古車販売「アップル」CM、キャンペーンガール
- 高須基仁主催「熟女クイーンコンテスト」司会レギュラー
- 週刊プレイボーイ（2009年2月・集英社）「芸能界復帰単独インタビュー掲載　私は股を開くために生まれてきた」
- コリアエンターテイメントジャーナル（2009年10月）「ローバー・美々　セクシータレントが語るK-POPの魅力」
- 週刊大衆「美女トーク」（2010年5月）
- フラッシュ プロデュースイワタグラビア（2010年9月）
- 月刊エンタメ「少女時代 VS KARA」ガールズK-POPについてのインタビュー（2010年10月）
- K-POPダンスフェス「DREAM　ON」司会（2011年1月～・渋谷O-EAST）
- ニコ生ニコジョッキー　鼠先輩＆ローバー美々「人間放談」生放送司会（2012年10月～隔週火曜日）
- DMM.com「聞いてK-POP」生放送パーソナリティ（2012年12月～隔週金曜日）